# Dactyloceras bramarbas
Dactyloceras bramarbas — ночная бабочка из семейства Брамеи. Горный вид, встречающийся в Камеруне. Бабочки встречаются с мая по июнь, возможно второе поколение в августе.

## Описание
Передние крылья самца удлинённой формы с вытянутой вершиной, которая у самки более закруглённая. Окраска крыльев образована коричневым цветом различных оттенков. На крыльях проходят волнистые светлые линии, чередующиеся и перекрещиваются между собой. Передние крылья несут на себе ряд прикраевых округлых тёмных пятен. От сходного вида Dactyloceras lucina достоверно отличается по строению гениталей.
Гусеницы развиваются на растениях рода Ceropegia из семейства Asclepiadaceae.